# In dubio pro reo
In dubio pro reo è una locuzione latina usata nell'ambito del diritto penale, letteralmente «nel dubbio, [giudica] in favore dell'imputato».
Questa frase, tratta dal Digesto giustinianeo (D.50.17.125), indica che quando non v'è certezza di colpevolezza è meglio che il giudice accetti il rischio di assolvere un colpevole piuttosto che quello di condannare un innocente.
Massima giuridica che esprime il principio per cui l’interesse alla tutela dell’innocente prevale sull’interesse alla condanna del colpevole (oppure reo). Tale principio trova, ad esempio, applicazione nel codice di procedura penale, art. 527, in cui si stabilisce che, nel deliberare la sentenza, «In ogni altro caso, qualora vi sia parità di voti, prevale la soluzione più favorevole all'imputato».